# Malîi Bakai, Reșetîlivka
Malîi Bakai (în ucraineană Малий Бакай) este localitatea de reședință a comunei Malîi Bakai din raionul Reșetîlivka, regiunea Poltava, Ucraina.

## Demografie
Componența lingvistică a localității Malîi Bakai
     Ucraineană (98,27%)
     Rusă (1,45%)
     Alte limbi (0,29%)
Conform recensământului din 2001, majoritatea populației localității Malîi Bakai era vorbitoare de ucraineană (98,27%), existând în minoritate și vorbitori de rusă (1,45%).